# Åtvidabergs kommun
Åtvidabergs kommun är en kommun i Östergötlands län, ingående i landskapen Östergötland och Småland. Centralort är Åtvidaberg i Östergötland.
Kommunen är rik på sjöar och är välkänd för sina eklandskap. Kommunen är en gammal bruksort som senare omvandlats till industrikommun.
Socialdemokraterna har varit största parti sedan 1970-talet och har varit del av styrande koalitioner sedan åtminstone 1994, med undantag för åren 2002 till 2006 då en koalition mellan sex partier, varav två lokala partier, styrde. Befolkningsstorleken har varit relativt stabil sedan 1970-talet.

## Administrativ historik
Kommunens område motsvarar socknarna Björsäter, Grebo, Värna, Yxnerum och Åtvid i Östergötland samt  Gärdserum och Hannäs i Småland. I dessa socknar bildades vid kommunreformen 1862 landskommuner med motsvarande namn. 
Åtvidabergs municipalsamhälle inrättades i Åtvids landskommun 30 maj 1902 och upplöstes 1946 när Åtvidabergs köping bildades genom en ombildning av landskommunen.
Vid kommunreformen 1952 bildades storkommunerna Björsäter (av de tidigare  kommunerna Björsäter, Grebo, Värna och Yxnerum) och Uknadalen (av Gärdserum, Hannäs och Ukna) medan Åtvidabergs köping förblev opåverkad.
Åtvidabergs kommun bildades vid kommunreformen 1971 av Åtvidabergs köping och Björsäters landskommun samt delar ur Uknadalens landskommun (Gärdserums och Hannäs församlingar) som samtidigt övergick från Kalmar län till Östergötlands län.
Kommunen ingår sedan bildandet i Linköpings domsaga.

## Geografi
Kommunens område ligger med en större del i landskapet Östergötland, medan den sydöstra delen (distrikten Gärdserum och Hannäs) tillhör Småland. Kommunen gränsar i väster till Kinda och Linköpings kommuner, i norr till Söderköpings kommun, i öster till Valdemarsviks kommun samt i söder till Västerviks kommun.

### Topografi och hydrografi
Åtvidabergs kommun är en kommun rik på sjöar, det finns totalt mer än 200. Berggrunden domineras av granit och gnejsgranit samt, kring centralorten, omvandlade vulkaniska bergarter där det tidigare har brutits kopparmalm. Landskapet genomkorsas av sprickdalar med nordväst–sydöstlig utsträckning. Höjderna utgörs av hällmarker eller skogklädd morän, medan dalgångarna intas av uppodlade eller ädellövskogsklädda sedimentjordar eller av långsträckta sjöar som Yxningen, Risten och Vin. Flera större isälvsavlagringar finns, exempelvis i ett stråk som genomtvärar centralorten och sjön Ören från nordväst mot sydöst. I kommunens södra del ligger Uknadalen omgiven av branta bergsidor. I dalbotten har Storån ett meandrande lopp mellan hagmarker, uppodlade områden och rullstensåsar.
Nedan presenteras andelen av den totala ytan 2020 i kommunen jämfört med riket.
|  | Bebyggelse (3,7 %) |

|  | Skog (76,5 %) |

|  | Öppen myrmark (1,1 %) |

|  | Jordbruksmark (13,0 %) |

|  | Övrig mark (5,7 %) |

|  | Bebyggelse (3,1 %) |

|  | Skog (68,0 %) |

|  | Öppen myrmark (7,2 %) |

|  | Jordbruksmark (7,4 %) |

|  | Övrig mark (14,3 %) |

### Växt- och djurliv
Ekmiljöerna i Åtvidaberg är väl kända. I Eklandskapet växer gamla ekar där en mångfald av djur och växter trivs, så som insekter, lavar, svampar, fladdermöss och kattugglor. I kommunen finns också gammelskogar med tall och gran.

### Naturskydd
I kommunen finns 24 stycken naturreservat. I Grävsätters naturreservat finns urskog bestående av barrträd och lundartade äldre lövskogar finns i Kulla Ängar bredvid sjön Bjän. Vildmarkskänsla och svårframkomlig terräng finns i Odensgöl, medan kulturhistoriska marker finns i reservatet Åsen.

### Administrativ indelning
Fram till 2016 var kommunen för befolkningsrapportering indelad i en enda församling, Åtvids församling.

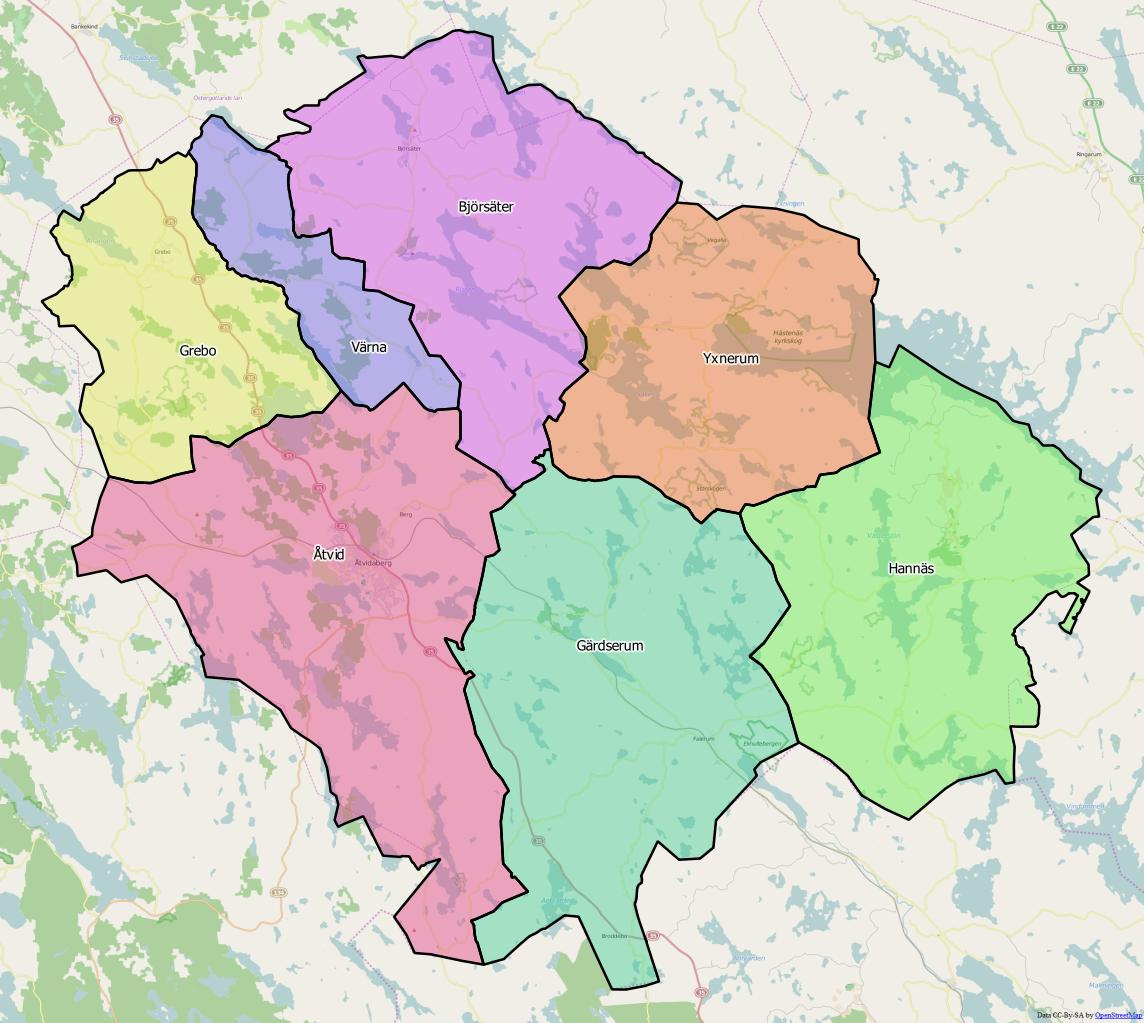
Distrikt (socknar) inom Åtvidabergs kommun

Från 2016 indelas kommunen i följande distrikt, vilka motsvarar de tidigare socknarna – Björsäter, Grebo, Gärdserum, Hannäs, Värna, Yxnerum och Åtvid.

### Tätorter
- Åtvidaberg
- Berg
- Grebo
- Björsäter
- Falerum

## Styre och politik

### Styre
| År        | Partier | Partier | Partier | Partier | Partier | Partier |
| --------- | ------- | ------- | ------- | ------- | ------- | ------- |
| 1994–1998 | S       |         |         |         |         |         |
| 1998–2002 | S       | M       | C       |         |         |         |
| 2002–2006 | KOP     | M       | C       | KD      | L       | ROT     |
| 2006–2010 | S       | M       |         |         |         |         |
| 2010–2014 | S       | M       |         |         |         |         |
| 2014–2018 | S       | M       |         |         |         |         |
| 2018–2022 | S       | C       | L       | V       |         |         |
| 2022–     | S       | C       | L       | V       | MP      |         |

Socialdemokraterna har varit största parti sedan 1970-talet och har varit del av styrande koalitioner sedan åtminstone 1994, med undantag för åren 2002 till 2006 då en koalition mellan de borgerliga partierna och två lokala partier styrde. 
Från 2006 till 2018 styrdes kommunen av en blocköverskridande majoritet bestående av Socialdemokraterna och Moderaterna. 2018 tillträdde ett nytt majoritetsstyre mellan Socialdemokraterna, Centerpartiet, Liberalerna och Vänsterpartiet. Valet 2022 blev jämt, men Liberalerna valde att fortsätta samarbetet och styret fick fortsatt majoritet. Miljöpartiet gick även med i styret.

### Kommunfullmäktige

#### Presidium
| Presidium 2022–2026    | Presidium 2022–2026 | Presidium 2022–2026  |
| ---------------------- | ------------------- | -------------------- |
| Ordförande             | S                   | Elisabet Edlund      |
| Förste vice ordförande | C                   | Astrid-Marie Jonsson |
| Andre vice ordförande  | SD                  | Carl Sääv            |

#### Mandatfördelning 1970–2022
| 26 | 9 | 4 | 2 | 4 |

| 40 |

| 25 | 11 | 3 | 2 | 4 |

| 38 | 7 |

| 25 | 10 | 3 | 2 | 5 |

| 37 | 8 |

| 25 | 9 | 3 | 2 | 6 |

| 32 | 13 |

| 24 | 6 | 6 |  | 2 | 6 |

| 32 | 13 |

| 23 | 8 | 6 | 2 |  | 5 |

| 29 | 16 |

| 24 |  | 7 | 6 | 2 |  | 4 |

| 32 | 13 |

|  | 20 |  | 7 | 6 | 2 | 3 | 5 |

| 30 | 15 |

|  | 25 |  | 4 | 2 | 5 |  |  | 5 |

| 27 | 18 |

|  | 19 |  | 6 | 3 | 5 |  | 3 | 6 |

| 26 | 19 |

| 2 | 15 | 8 | 2 |  | 6 | 2 | 3 | 6 |

| 28 | 17 |

| 2 | 19 |  | 4 | 6 |  | 2 | 10 |

| 30 | 15 |

|  | 16 |  |  | 2 | 3 |  |  | 9 |

| 23 | 12 |

|  | 14 | 2 | 5 | 3 |  |  | 8 |

| 19 | 16 |

| 2 | 11 |  | 7 | 4 | 2 |  | 7 |

| 22 | 13 |

|  | 12 |  | 8 | 3 |  | 2 | 7 |

| 21 | 14 |

### Nämnder

#### Kommunstyrelse
Kommunstyrelsen i Åtvidabergs kommun utgörs av 15 ordinarie ledamöter. Kommunstyrelsens ordförande och 1:e vice ordförande bär titlarna kommunalråd medan kommunstyrelsens 2:e vice ordförande bär titeln oppositionsråd. Kommunstyrelsen har fem utskott: Planerings- och ekonomiutskottet, Barn- och utbildningsutskottet, Vård- och omsorgsutskottet, Samhällsbyggnadsutskottet samt Tekniska utskottet.
| Presidium 2022–2026    | Presidium 2022–2026 | Presidium 2022–2026 |
| ---------------------- | ------------------- | ------------------- |
| Ordförande             | S                   | Thomas Lidberg      |
| Förste vice ordförande | C                   | Joakim Magnusson    |
| Andre vice ordförande  | M                   | Tommy Aarna         |

#### Nämnder
Förutom kommunstyrelsen finns fyra nämnder i kommunen.
| Nämnder                   | Ordförande | Ordförande     | Vice ordförande | Vice ordförande      |
| ------------------------- | ---------- | -------------- | --------------- | -------------------- |
| Bygg- och miljönämnden    | S          | Per Lundberg   | L               | Irene Jonsson        |
| Krisledningsnämnden       | S          | Thomas Lidberg | C               | Joakim Magnusson     |
| Sociala myndighetsnämnden | S          | Peder Griph    | C               | Astrid-Marie Jonsson |
| Valnämnden                | S          | Peder Griph    | C               | Anna Thuresson       |

Källa:

## Ekonomi och infrastruktur

### Näringsliv
Traditionellt har industrisektorn varit stark i kommunen och centralorten Åtvidaberg är traditionellt en bruksort, en bit i på 1900-talet bröts där kopparmalm. Tillverkaren av kontorsmaskiner Facit AB, tidigare kontorsmöbeltillverkaren AB Åtvidabergs förenade industrier, var dock det mest kända företaget i kommunen under 1900-talet. Företaget dominerade näringslivet under 1950- och 1960-talen men 1990 ombildades företaget till elektronikföretaget Scanfil Åtvidaberg AB. Omkring 19 procent av de förvärvsarbetande invånarna är sysselsätta av industrisektorn.

### Infrastruktur

#### Transporter
Kommunen genomkorsas av järnvägen Linköping–Västervik. Genom kommunen går även riksväg 35 och länsväg 134.

## Befolkning

### Demografi

#### Befolkningsutveckling
Kommunen har 11 475 invånare (31 mars 2025), vilket placerar den på 194:e plats avseende folkmängd bland Sveriges kommuner.
| Befolkningsutvecklingen i Åtvidabergs kommun 1970–2020 | Befolkningsutvecklingen i Åtvidabergs kommun 1970–2020 | Befolkningsutvecklingen i Åtvidabergs kommun 1970–2020 | Befolkningsutvecklingen i Åtvidabergs kommun 1970–2020 | Befolkningsutvecklingen i Åtvidabergs kommun 1970–2020 |
| ------------------------------------------------------ | ------------------------------------------------------ | ------------------------------------------------------ | ------------------------------------------------------ | ------------------------------------------------------ |
|                                                        |                                                        |                                                        |                                                        |                                                        |
| År                                                     |                                                        |                                                        | Folkmängd                                              |                                                        |
| 1970                                                   | 1970                                                   |                                                        | 13 046                                                 |                                                        |
| 1975                                                   | 1975                                                   |                                                        | 12 976                                                 |                                                        |
| 1980                                                   | 1980                                                   |                                                        | 12 927                                                 |                                                        |
| 1985                                                   | 1985                                                   |                                                        | 12 707                                                 |                                                        |
| 1990                                                   | 1990                                                   |                                                        | 12 732                                                 |                                                        |
| 1995                                                   | 1995                                                   |                                                        | 12 574                                                 |                                                        |
| 2000                                                   | 2000                                                   |                                                        | 11 946                                                 |                                                        |
| 2005                                                   | 2005                                                   |                                                        | 11 723                                                 |                                                        |
| 2010                                                   | 2010                                                   |                                                        | 11 504                                                 |                                                        |
| 2015                                                   | 2015                                                   |                                                        | 11 545                                                 |                                                        |
| 2020                                                   | 2020                                                   |                                                        | 11 427                                                 |                                                        |

## Kultur

### Kulturarv
Det så kallade Sveriges sista slott, Adelsnäs Herrgård, är beläget vid Bysjön. Theodor Adelswärd lät bygga herrgården 1916 och den färdigställdes fyra år senare. I närheten finns också världens enda fungerande solkanon.
Långserums by ligger längs Östgötaleden. Den äldsta byggnaden är från 1500-talet och det finns cirka 25 timmerhus byggda mellan 1750 och 1850.

### Kommunvapen
Blasonering:  I fält av guld ett rönt treberg, belagt med ett koppartecken av guld, och däröver en med en hyvel av guld belagd grön ginstam.
Detta vapen fastställde för den dåvarande köpingen år 1947. Efter kommunbildningen 1971 registrerades vapnet i PRV för den nya enheten enligt de nya reglerna år 1974. Ingen sammanläggningsenhet utöver den tidigare köpingen hade något vapen.